# 花苜蓿
花苜蓿（学名：Medicago ruthenica）是一种豆科植物。这种植物分布于中国东北、内蒙古、宁夏及甘肃等省区；此外在朝鲜、蒙古、苏联也有分布。